# Aérogénérateur
 (novembre 2017).
Si vous disposez d'ouvrages ou d'articles de référence ou si vous connaissez des sites web de qualité traitant du thème abordé ici, merci de compléter l'article en donnant les références utiles à sa vérifiabilité et en les liant à la section « Notes et références ».
Un aérogénérateur est un générateur qui produit du courant électrique à partir de l’énergie cinétique du vent. Il s'agit le plus souvent d'une éolienne destinée à la production d'électricité.

## Familles
On les regroupe en six familles :
1. une machine synchrone ;
2. une unique machine asynchrone ;
3. deux machines asynchrones ;
4. une ou deux machines asynchrones avec cascade hypersynchrone (convertisseur statique au rotor couplé au réseau). Une machine asynchrone avec cascade hypersynchrone est appelée « machine asynchrone à double alimentation » (MADA) et utilisée pour les éoliennes de forte puissance ;
5. une ou deux machines asynchrones avec dispositif de contrôle de la résistance rotorique (convertisseur statique au rotor couplé au réseau) ;
6. une machine synchrone, asynchrone ou à aimant permanent avec convertisseur statique assurant le transit total de puissance (interface électronique intégrale).

À ces machines on peut ajouter un limiteur de courant au couplage ou/et des condensateurs.